# Un alibi (troppo) perfetto
Un alibi (troppo) perfetto (Two-Way Stretch) è un film del 1960 diretto da Robert Day.
Protagonisti della commedia britannica sono Peter Sellers, Wilfrid Hyde-White, Lionel Jeffries e Bernard Cribbins.

## Trama
Tre prigionieri prossimi alla fine della loro pena detentiva, "Dodger" Lane, "Jelly" Knight e Lennie, vengono visitati in carcere da un vicario che cerca di trovare un impiego per loro. In realtà è "Scivoloso" Stevens, un truffatore, che gli propone una rapina su larga scala: rubare i diamanti di un sultano di passaggio in città, del valore di due milioni di sterline. Avranno anche tutti un alibi, perché usciranno di prigione, commetteranno la rapina e poi torneranno di nuovo in carcere come nulla fosse successo. Con l'assistenza della ragazza di Dodger, Ethel, e della madre di Lennie, il trio esce di nascosto dalla prigione in un furgone cellulare della polizia. L'operazione viene quasi sventata dal disciplinare "Sour" Crout, il nuovo e severissimo capo della polizia penitenziaria. Tutto va secondo i piani e il trio nasconde i diamanti rubati nell'ufficio del direttore del carcere fino a quando non verranno rilasciati e potranno portarli via. Tutto va bene finché il sacco di diamanti non si perde su un treno. Stevens viene riconosciuto e arrestato, ma gli altri tre riescono a fuggire (anche se perdono la refurtiva).

## Produzione

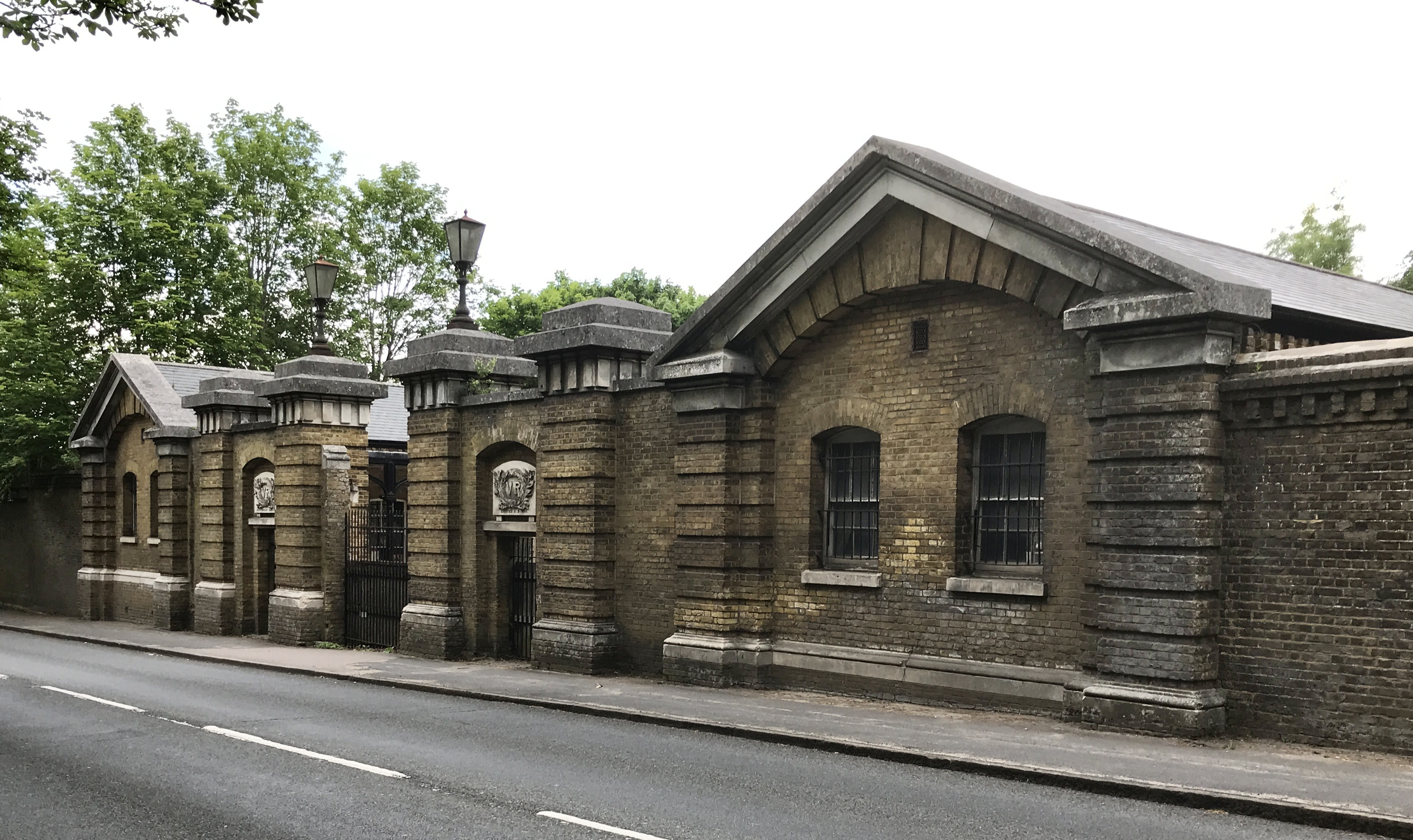
I cancelli delle ex South Cavalry Barracks di Aldershot funsero da cancelli della prigione per il film

Le scene nella prigione furono girate ad Aldershot nelle ex South Cavalry Barracks, e la rapina al furgone portavalori a Pirbright Arch presso il villaggio di Brookwood nel Surrey.

## Accoglienza
In Gran Bretagna Two-Way Stretch fu il quarto film più popolare della stagione cinematografica 1960-61.
Sul The New York Times, Bosley Crowther recensì favorevolmente la pellicola, scrivendo: "Il copione di John Warren e Len Heath segue una linea retta ed è intelligente e pieno di umorismo cockney di buona fattura. La regia di Robert Day è vivace, in vena di farsa civilizzata, e le performance degli attori sono deliziose, fino in fondo". Egli concluse: "La popolarità di Mr. Sellers è ancora in ascesa."